# Mazo (anatomía)

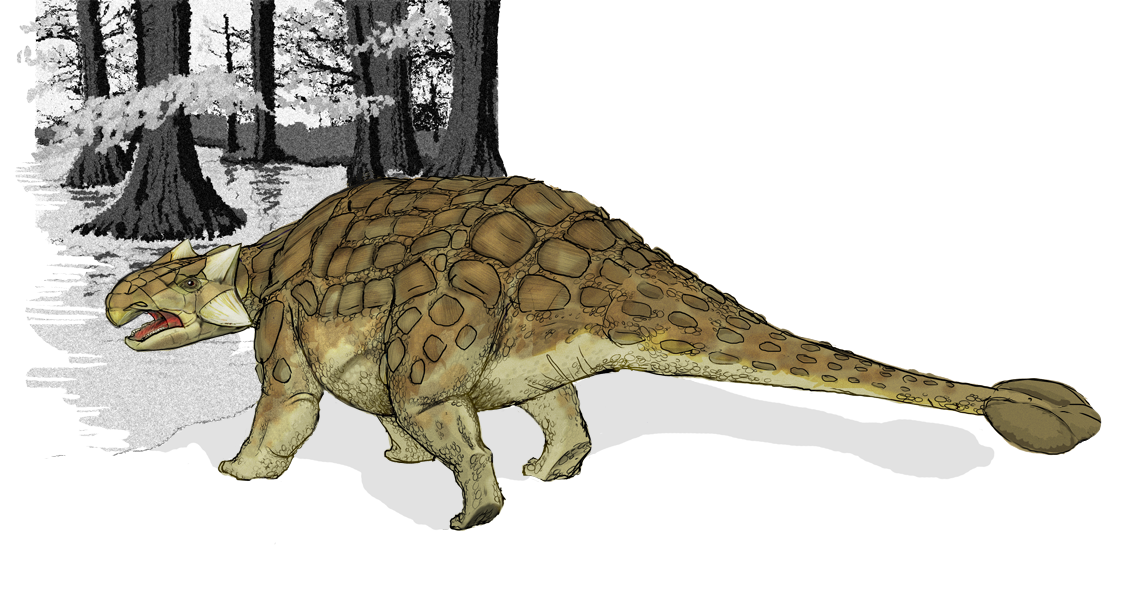
Ankylosaurus Y su mazo característico.

En zoología, un mazo es una masa al final de la cola de algunos dinosaurios y de algunos mamíferos, más notablemente de los anquilosáuridos y de los gliptodontes. Se cree que esta era una especie de arma o armadura defensiva que solía ser útil en la defensa contra los depredadores, al igual que el thagomizer que tenían los estegosáuridos, aunque al menos en los gliptodontes hay una hipótesis que postula que estos se utilizaban en la lucha por los derechos de apareamiento. Entre los dinosaurios, este mazo era presente principalmente en anquilosáuridos, aunque el saurópodo Shunosaurus también tenía un mazo en su cola. El mazo caudal es más a menudo descrito en Ankylosaurus, especialmente en encuentros con depredadores más grandes como Tyrannosaurus.